# Uracilo
Na bioquímica, o uracilo ou uracila (símbolo: "U") é uma base nitrogenada exclusiva do RNA (não ocorre no DNA) com anel simples, um composto orgânico pirimídico, que realiza duas ligações de hidrogênio (assim como a timina). Substitui a timina na transcrição genética do DNA para RNA, de modo a ser complementar ao composto adenina.
O termo "uracila" foi cunhado em 1885, pelo químico alemão Robert Behrend ao realizar experimentos que buscavam sintetizar derivados do ácido úrico. Isolado em 1900, por hidrólise de um núcleo de levedura, também foi encontrado no timo e no baço de bovinos, no esperma de arenques e no germe de trigo. O uracilo é uma substância planar e insaturada que é capaz de absorver luz.
Com base nas proporções isotópicas de 12C e 13C, encontradas no meteorito de Murchison, acredita-se que uracila, xantina moléculas similares também podem ser formadas em regiões extraterrestres.
Em 2012, análises de dados da Missão Cassini mostraram a existência de uracila na possível composição da superfície de Titã, uma das sessenta e duas luas de Saturno.